# Eligma indica
Eligma indica är en fjärilsart som beskrevs av Rothschild 1896. Eligma indica ingår i släktet Eligma och familjen trågspinnare. Inga underarter finns listade i Catalogue of Life.